# Esqueixada

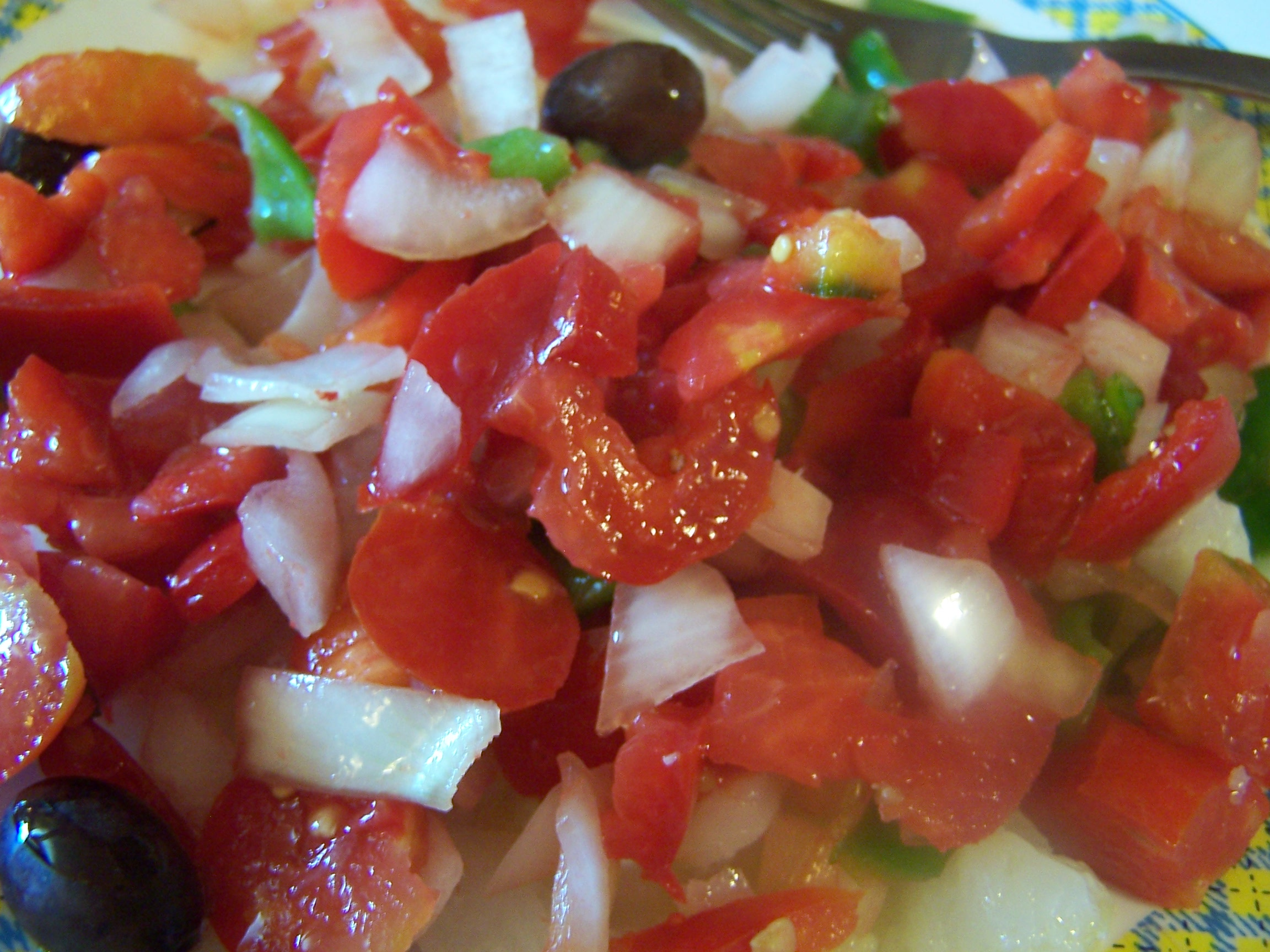
Esqueixada

Esqueixada – tradycyjna katalońska sałatka z suszonego dorsza z dodatkiem warzyw. 
Istnieją różne przepisy na esqueixadę; tradycyjnie zawiera ona – oprócz dorsza – oliwki, pomidory, cebulę, oliwę i ocet winny, ale można też do niej dodać na przykład paprykę. Podstawowym składnikiem dania jest zawsze suszony dorsz, przy czym nie jest on krojony nożem, ale zawsze rozdzierany na kawałki palcami. Od tej czynności wywodzi się też nazwa potrawy – katalońskie słowo esqueixar oznacza „rozdzierać”.